# Светова, Зоя Феликсовна
Зо́я Фе́ликсовна Све́това (род. 17 марта 1959, Москва) — российский журналист и правозащитник, продюсер, публицист, автор документального романа «Признать невиновного виновным».

## Биография
Родилась в 1959 году, в Москве, в еврейской семье советских литераторов-диссидентов.
В 1982 году окончила Московский институт иностранных языков имени Мориса Тореза.
С 1991 года работает в различных СМИ.
С 2000 года дополнительно занимается правозащитной деятельностью.

### Работа в СМИ
- 1991—1993 — журнал «Семья и школа»
- 1993—2001 — обозреватель газеты «Русская мысль»
- 1994—1999 — ассистент корреспондента московского бюро «Радио Франс»
- 1999—2001 — ассистент корреспондента московского бюро газеты «Либерасьон»
- 2001—2003 — корреспондент отдела «Человек и обстоятельства» газеты «Новые Известия»
- 2002—2004 — представитель в Москве организации «Репортёры без границ»
- 2003—2004 — специальный корреспондент отдела политики ежедневной газеты «Русский курьер»
- 2004—2005 — редактор отдела внутренней политики «Русский курьер»
- 2009 — обозреватель журнала The New Times
- 2018 — обозреватель МБХ медиа[3]

Публиковала статьи в газетах «Коммерсант», «Русский телеграф», «Общая газета», «Новая газета», «Московские новости», в журналах The New Times, «Огонёк», «Итоги», «Еженедельный журнал», а также во франкоязычных изданиях: Ouest-France, France Soir, Depeche du midi (Франция), Le quotidien (Люксембург).
Работала продюсером телеканала «France 2».
Вместе с адвокатом Анной Ставицкой на «МБХ Медиа» ведёт подкасты «Право слово» и «Ни за что».

### Правозащитная деятельность
В 2000—2002 годах являлась экспертом в Фонде Сороса по программам, связанным с развитием права, судебной системы и с темой прав человека в России.
В 2008—2016 годах работала в Общественной наблюдательной комиссии Москвы. Как член ОНК, в эти годы Светова посещала заключённых в «Лефортово», а также в колониях по стране.
В 2016 году выдвигалась в мордовскую ОНК, однако не была включена в её состав.
В 2017 году глава российского отделения Amnesty International Сергей Никитин назвал Светову одной из наиболее авторитетных правозащитниц страны.
В 2018 году занималась защитой прав украинского режиссёра Олега Сенцова, осуждённого в России за терроризм.

## Награды
- Лауреат журналистской премии «Произвол в законе» 2003 года в номинации «Нарушение прав личности».
- Лауреат Национальной премии прессы Союза журналистов РФ и Amnesty International за 2003 год «Права человека и укрепление гражданского общества в России».
- Удостоена диплома премии имени Андрея Сахарова «За журналистику как поступок» в 2003 и 2004 году.
- Лауреат премии имени Герда Буцериуса «Свободная пресса Восточной Европы» (Gerd Bucerius-Förderpreis Freie Presse Osteuropas) за 2009 год[12][13].
- Лауреат премии Московской Хельсинкской группы в области защиты прав человека в 2010 году[14].
- Лауреат премии имени Сергея Магнитского в 2018 году[15].
- Лауреат публицистической премии «ЛибМиссия» 2018 года в номинации «За мужество в отстаивании либеральных ценностей» за серию публикаций на порталах «МБХ.медиа» и Радио «Свобода», посвященных людям, попавшим в заключение[16].
- Кавалер ордена Почётного легиона (2020)[17].

## Общественная позиция
- В сентябре 2014 года подписала заявление «Круглого стола 12 декабря» с требованием вывести с территории Украины российские войска[18].
- В ноябре 2019 года подписала коллективное обращение в поддержку Гасана Гусейнова.
- В сентябре 2020 года подписала письмо в поддержку протестных акций в Белоруссии[19].

## Семья
- Дед по отцу — Григорий (Цви) Фридлянд (1897—1937), видный советский историк и первый декан исторического факультета МГУ.
- Отец — Феликс Светов (настоящая фамилия Фридлянд, 1927—2002), русский писатель, участник диссидентского движения.
- Мать — Зоя Крахмальникова (1929—2008), русская писательница, публицист, правозащитник, участница диссидентского движения.
- Двоюродный брат — Александр Сергеевич Гуревич, поэт и переводчик.
- Муж — Виктор Дзядко (1955—2020), художник[20].
- Дети:
  - Филипп, главный редактор журнала «Большой город» и сайта «Арзамас».
  - Тимофей, редактор журнала Forbes, корреспондент РБК.
  - Тихон, корреспондент и ведущий эфира радиостанции «Эхо Москвы»; главный редактор телеканала «Дождь», ведущий новостей телеканала RTVI.
  - Анна, журналист.